# سان جيمنيانو (قرية)

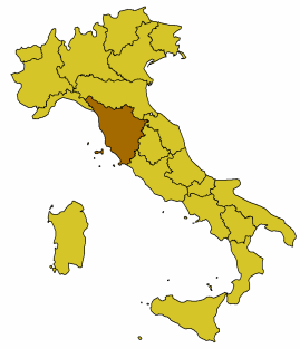
موقع القرية

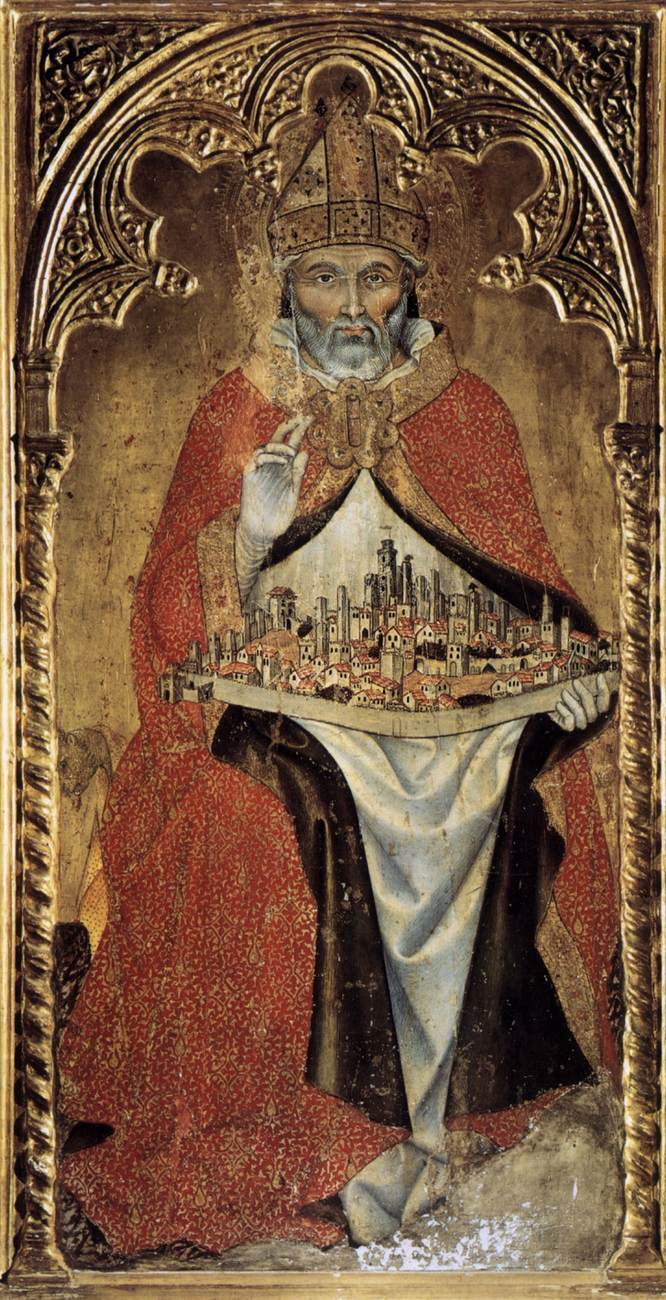
لوحة من سان جيمينيانو

سان جيمنيانو (San Gimignano) قرية تقع في مقاطعة سيينا بإقليم توسكانا وسط إيطاليا تشتهر بابراجها العالية من القرون الوسطى التي تشبه ناطحات السحاب تقع على تلة مرتفعة حوالي 350م عن سطح البحر.

## السكان
في سنة 1861 بلغ عدد السكان 7٬250 نسمة، وتطور العدد ليصل في سنة 2011 لـ 7٬677 نسمة.
يظهر هذا المخطط البياني تطور النمو السكاني لـ سان جيمنيانو (قرية)

## التاريخ
اسسها الاتروسكان في القرن الثالث قبل الميلاد ثم انضمت للحكم الروماني بدات في التطور في القرن الحادي عشر أصبحت قوة مستقلة سنة 1199 خضعت لسيينا تم بعد تفشي الطاعون في إيطاليا سنة 1348 خضعت لحكم فلورنسا.

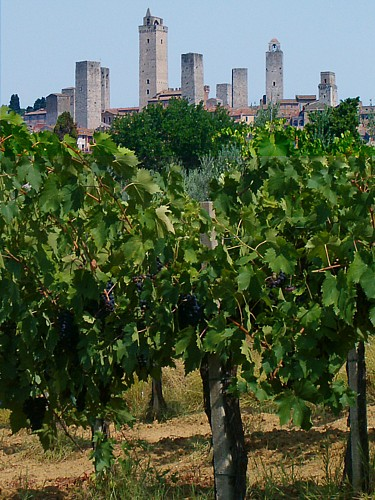
القرية من الخارج

## الثقافة
سان جيمنيانو كغيرها من مدن إيطاليا مليئة بالفن والعمارة العائدة للعصور الرومانية والوسطى وعصر النهضة فتصميم برج التجارة العالمي في نيويورك ماخود من برج مماثل ما زال قائما في سان جيمنيانو.
من مائة برج كانت موجودة في القرون الوسطى أصبح الآن يوجد 15 برج ما زال قائما. علما ان الأبراج مباني عالية في الطول صعيرة في المساحة بها درج يصل إلى شرفة في قمة البرج انتشرت في إيطاليا خلال القرون الوسطى.
1. ↑  "Superficie di Comuni Province e Regioni italiane al 9 ottobre 2011" (بالإيطالية). Istituto nazionale di statistica. Retrieved 2019-03-16.
2. ↑   https://demo.istat.it/?l=it. {{استشهاد ويب}}: |url= بحاجة لعنوان (مساعدة) والوسيط |title= غير موجود أو فارغ (من ويكي بيانات) (مساعدة)
3. ↑  بيانات من موقع ISTAT - Istituto nazionale di statistica (ISTAT);  اطلع عليه بتاريخ 28-12-2012. نسخة محفوظة 7 فبراير 2020 على موقع واي باك مشين.

بلديات